# Nashville (Fernsehserie)/Episodenliste

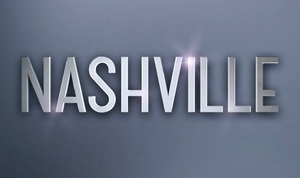
Logo zur Serie

Diese Episodenliste enthält alle Episoden der US-amerikanischen Dramaserie Nashville, sortiert nach der US-amerikanischen Erstausstrahlung. Die Fernsehserie umfasst derzeit sechs Staffeln mit 124 Episoden.

## Übersicht
| Staffel | Episodenanzahl | Erstausstrahlung USA | Erstausstrahlung USA | Deutschsprachige Erstausstrahlung | Deutschsprachige Erstausstrahlung |
| Staffel | Episodenanzahl | Staffelpremiere      | Staffelfinale        | Staffelpremiere                   | Staffelfinale                     |
| ------- | -------------- | -------------------- | -------------------- | --------------------------------- | --------------------------------- |
| 1       | 21             | 10. Oktober 2012     | 22. Mai 2013         | 26. Februar 2013                  | 16. Juli 2013                     |
| 2       | 22             | 25. September 2013   | 14. Mai 2014         | 29. April 2014                    | 8. Juli 2014                      |
| 3       | 22             | 24. September 2014   | 13. Mai 2015         | 7. Juli 2015                      | 15. September 2015                |
| 4       | 21             | 23. September 2015   | 25. Mai 2016         | 26. Juli 2016                     | 4. Oktober 2016                   |
| 5       | 22             | 15. Dezember 2016    | 10. August 2017      | 6. Juni. 2017                     | 26. September 2017                |
| 6       | 14             | 4. Januar 2018       | 26. Juli 2018        | 31. Juli 2018                     | 18. September 2018                |

## Staffel 1
Die Erstausstrahlung der ersten Staffel war vom 10. Oktober 2012 bis zum 22. Mai 2013 auf dem US-amerikanischen Sender ABC zu sehen. Die deutschsprachige Erstausstrahlung sendete der deutsche Pay-TV-Sender FOX vom 26. Februar bis zum 16. Juli 2013.
| Nr. (ges.) | Nr. (St.) | Deutscher Titel              | Originaltitel                                   | Erstausstrahlung USA | Deutschsprachige Erstausstrahlung (D) | Regie               | Drehbuch                                  | Zuschauer (USA) |
| ---------- | --------- | ---------------------------- | ----------------------------------------------- | -------------------- | ------------------------------------- | ------------------- | ----------------------------------------- | --------------- |
| 1          | 1         | Von Sternen und Sternchen    | Pilot                                           | 10. Okt. 2012        | 26. Feb. 2013                         | R. J. Cutler        | Callie Khouri                             | 8,93 Mio.       |
| 2          | 2         | Evergreen                    | I Can’t Help It (If I’m Still in Love with You) | 17. Okt. 2012        | 5. März 2013                          | R.J. Cutler         | Callie Khouri                             | 6,74 Mio.       |
| 3          | 3         | Sein und Schein              | Someday You’ll Call My Name                     | 24. Okt. 2012        | 12. März 2013                         | Michael Engler      | Liz Tigelaar                              | 6,54 Mio.       |
| 4          | 4         | Verschiedene Welten          | We Live in Two Different Worlds                 | 31. Okt. 2012        | 19. März 2013                         | Paul McCrane        | Todd Ellis Kessler                        | 5,74 Mio.       |
| 5          | 5         | Anfang und Ende              | Move It on Over                                 | 7. Nov. 2012         | 26. März 2013                         | Lesli Linka Glatter | David Marshall Grant                      | 6,07 Mio.       |
| 6          | 6         | Im Wandel                    | You’re Gonna Change (Or I’m Gonna Leave)        | 14. Nov. 2012        | 2. Apr. 2013                          | David Petrarca      | Meredith Lavender, Marcie Ulin            | 5,93 Mio.       |
| 7          | 7         | Bühne frei                   | Lovesick Blues                                  | 28. Nov. 2012        | 9. Apr. 2013                          | Mimi Leder          | Wendy Calhoun                             | 5,69 Mio.       |
| 8          | 8         | Verschlungene Wege           | Where He Leads Me                               | 5. Dez. 2012         | 16. Apr. 2013                         | Wendey Stanzler     | Jason George                              | 5,95 Mio.       |
| 9          | 9         | Liebesgeflüster              | Be Careful of Stones That You Throw             | 9. Jan. 2013         | 23. Apr. 2013                         | Paul McCrane        | David Gould                               | 5,92 Mio.       |
| 10         | 10        | Einsame Spitze               | I’m Sorry for You My Friend                     | 16. Jan. 2013        | 30. Apr. 2013                         | Sanaa Hamri         | Dana Greenblatt                           | 6,54 Mio.       |
| 11         | 11        | Gewinner und Verlierer       | You Win Again                                   | 23. Jan. 2013        | 7. Mai 2013                           | Paul Edwards        | Liz Tigelaar                              | 5,51 Mio.       |
| 12         | 12        | Schatten der Liebe           | I’ve Been Down That Road Before                 | 6. Feb. 2013         | 14. Mai 2013                          | Stephen Cragg       | Meredith Lavender & Marcie Ulin           | 5,30 Mio.       |
| 13         | 13        | Kein Blick zurück            | There’ll Be No Teardrops Tonight                | 13. Feb. 2013        | 21. Mai 2013                          | Eric Stoltz         | Todd Ellis Kessler & David Marshall Grant | 5,74 Mio.       |
| 14         | 14        | Bruderliebe                  | Dear Brother                                    | 27. Feb. 2013        | 28. Mai 2013                          | Jonathan Pontell    | Nancy Miller & Dana Greenblatt            | 5,20 Mio.       |
| 15         | 15        | Gebrochene Herzen            | When You’re Tired of Breaking Other Hearts      | 27. März 2013        | 4. Juni 2013                          | Paul McCrane        | David Gould & Jason George                | 5,18 Mio.       |
| 16         | 16        | Licht und Schatten           | I Saw the Light                                 | 3. Apr. 2013         | 11. Juni 2013                         | Julie Hébert        | Wendy Calhoun                             | 5,54 Mio.       |
| 17         | 17        | Herzblut                     | My Heart Would Know                             | 10. Apr. 2013        | 18. Juni 2013                         | Sanaa Hamri         | Mollie Bickley St. John                   | 5,96 Mio.       |
| 18         | 18        | Falsche Freunde              | Take These Chains from My Heart                 | 1. Mai 2013          | 25. Juni 2013                         | Eric Stoltz         | Meredith Lavender & Marcie Ulin           | 5,27 Mio.       |
| 19         | 19        | Ein Leben ohne Liebe         | Why Don’t You Love Me                           | 8. Mai 2013          | 2. Juli 2013                          | Stephen Cragg       | Todd Ellis Kessler                        | 5,38 Mio.       |
| 20         | 20        | Die Schattenseite des Lebens | A Picture from Life’s Other Side                | 15. Mai 2013         | 9. Juli 2013                          | Michael Waxman      | Dee Johnson                               | 5,56 Mio.       |
| 21         | 21        | Kein Entkommen               | I’ll Never Get Out of This World Alive          | 22. Mai 2013         | 16. Juli 2013                         | Callie Khouri       | Callie Khouri                             | 6,02 Mio.       |

## Staffel 2
Die Erstausstrahlung der zweiten Staffel war vom 25. September 2013 bis zum 14. Mai 2014 auf dem US-amerikanischen Sender ABC zu sehen. Die deutschsprachige Erstausstrahlung sendete der deutsche Pay-TV-Sender FOX vom 29. April bis zum 8. Juli 2014.
| Nr. (ges.) | Nr. (St.) | Deutscher Titel              | Originaltitel                             | Erstausstrahlung USA | Deutschsprachige Erstausstrahlung (D) | Regie             | Drehbuch                             | Zuschauer (USA) |
| ---------- | --------- | ---------------------------- | ----------------------------------------- | -------------------- | ------------------------------------- | ----------------- | ------------------------------------ | --------------- |
| 22         | 1         | Das Lied vom Tod             | I Fall to Pieces                          | 25. Sep. 2013        | 29. Apr. 2014                         | Michael Waxman    | Dee Johnson                          | 6,50 Mio.       |
| 23         | 2         | Das Ende des Weges           | Never No More                             | 2. Okt. 2013         | 29. Apr. 2014                         | Callie Khouri     | Meredith Lavender & Marcie Ullin     | 5,98 Mio.       |
| 24         | 3         | Schweigen                    | I Don’t Wanna Talk About It Now           | 9. Okt. 2013         | 6. Mai 2014                           | Paul McCrane      | Tyler Bensinger                      | 5,84 Mio.       |
| 25         | 4         | Showtime                     | You’re No Angel Yourself                  | 16. Okt. 2013        | 6. Mai 2014                           | Julie Hébert      | Wendy Calhoun                        | 5,76 Mio.       |
| 26         | 5         | Stimmproben                  | Don’t Open That Door                      | 23. Okt. 2013        | 13. Mai 2014                          | Michael Grossman  | Dana Greenblatt                      | 5,46 Mio.       |
| 27         | 6         | Eine ehrenwerte Gesellschaft | It Must Be You                            | 30. Okt. 2013        | 13. Mai 2014                          | Kate Woods        | Monica Macer                         | 5,25 Mio.       |
| 28         | 7         | Zurück ins Leben             | She’s Got You                             | 13. Nov. 2013        | 20. Mai 2014                          | Mario Van Peebles | Debra Fordham                        | 5,52 Mio.       |
| 29         | 8         | Lampenfieber                 | Hanky Panky Woman                         | 20. Nov. 2013        | 20. Mai 2014                          | Eric Stoltz       | David Gould                          | 5,75 Mio.       |
| 30         | 9         | Mit offenen Karten           | I’m Tired of Pretending                   | 4. Dez. 2013         | 27. Mai 2014                          | Kevin Dowling     | David Handelman                      | 5,70 Mio.       |
| 31         | 10        | Es gibt kein Morgen          | Tomorrow Never Comes                      | 11. Dez. 2013        | 27. Mai 2014                          | Patrick Norris    | Meredith Lavender & Marcie Ullin     | 5,18 Mio.       |
| 32         | 11        | Himmel und Hölle             | I’ll Keep Climbing                        | 15. Jan. 2014        | 3. Juni 2014                          | Callie Khouri     | Tyler Bensinger                      | 5,10 Mio.       |
| 33         | 12        | So bin ich                   | Just for What I Am                        | 22. Jan. 2014        | 3. Juni 2014                          | Stephen Cragg     | Ben St John & Mollie Bickley St John | 5,03 Mio.       |
| 34         | 13        | Zur falschen Zeit            | It’s All Wrong, But It’s All Right        | 29. Jan. 2014        | 10. Juni 2014                         | Bethany Rooney    | Debra Fordham                        | 5,28 Mio.       |
| 35         | 14        | Kein Weg zurück              | Too Far Gone                              | 5. Feb. 2014         | 10. Juni 2014                         | Patrick Norris    | Monica Macer                         | 5,16 Mio.       |
| 36         | 15        | Leben ohne Lügen             | They Don’t Make ’Em Like My Daddy Anymore | 26. Feb. 2014        | 17. Juni 2014                         | Patrick Norris    | Monica Macer                         | 4,77 Mio.       |
| 37         | 16        | Alles im Fluss               | Guilty Street                             | 5. März 2014         | 17. Juni 2014                         | David Grossman    | Sibyl Gardner                        | 5,09 Mio.       |
| 38         | 17        | Die Dinge des Lebens         | We’ve Got Things to Do                    | 12. März 2014        | 24. Juni 2014                         | Ron Underwood     | Dana Greenblatt                      | 5,07 Mio.       |
| 39         | 18        | Alles nur geprobt            | Your Wild Life’s Gonna Get You Down       | 26. März 2014        | 24. Juni 2014                         | Julie Hébert      | David Gould                          | 5,19 Mio.       |
| 40         | 19        | Steinige Wege                | Crazy                                     | 2. Apr. 2014         | 1. Juli 2014                          | Jean de Segonzac  | Debra Fordham                        | 5,18 Mio.       |
| 41         | 20        | Gegen den Strom              | Your Good Girl’s Gonna Go Bad             | 30. Apr. 2014        | 1. Juli 2014                          | Mario Van Peebles | Meredith Lavender & Marcie Ulin      | 4,62 Mio.       |
| 42         | 21        | Alles oder nichts            | All or Nothing with Me                    | 7. Mai 2014          | 8. Juli 2014                          | Michael Waxman    | Dee Johnson                          | 4,70 Mio.       |
| 43         | 22        | Dem Glück so nah             | On the Other Hand                         | 14. Mai 2014         | 8. Juli 2014                          | Callie Khouri     | Callie Khouri                        | 5,24 Mio.       |

## Staffel 3
Die Erstausstrahlung der dritten Staffel ist seit dem 24. September 2014 auf dem US-amerikanischen Sender ABC zu sehen. Die deutschsprachige Erstausstrahlung sendete der deutsche Pay-TV-Sender FOX vom 7. Juli bis zum 15. September 2015.
| Nr. (ges.) | Nr. (St.) | Deutscher Titel              | Originaltitel                         | Erstausstrahlung USA | Deutschsprachige Erstausstrahlung (D) | Regie             | Drehbuch                               |
| ---------- | --------- | ---------------------------- | ------------------------------------- | -------------------- | ------------------------------------- | ----------------- | -------------------------------------- |
| 44         | 1         | Mein Leben ohne dich         | That’s Me Without You                 | 24. Sep. 2014        | 7. Juli 2015                          | Callie Khouri     | Dee Johnson                            |
| 45         | 2         | Freier Fall                  | How Far Down Can I Go                 | 1. Okt. 2014         | 7. Juli 2015                          | Mario Van Peebles | Meredith Lavender & Marcie Ulin        |
| 46         | 3         | Sehnsucht nach mehr          | I Can’t Get Over You to Save My Life  | 8. Okt. 2014         | 14. Juli 2015                         | Stephen Cragg     | David Gould                            |
| 47         | 4         | Vergessen macht blind        | I Feel Sorry for Me                   | 15. Okt. 2014        | 14. Juli 2015                         | Elodie Keene      | Debra Fordham                          |
| 48         | 5         | Der Weg ins Glück            | Road Happy                            | 22. Okt. 2014        | 21. Juli 2015                         | Arlene Sanford    | Dana Greenblatt                        |
| 49         | 6         | Raus ins Leben               | Nobody Said It Was Going to Be Easy   | 29. Okt. 2014        | 21. Juli 2015                         | Thomas Carter     | Taylor Hamra                           |
| 50         | 7         | Der Preis der Lüge           | I'm Coming Home to You                | 12. Nov. 2014        | 28. Juli 2015                         | Mike Listo        | Monica Macer                           |
| 51         | 8         | Gemeinsam einsam             | You're Lookin' at Country             | 19. Nov. 2014        | 28. Juli 2015                         | Eric Close        | Geoffrey Nauffts                       |
| 52         | 9         | Die andere Seite             | Two Sides to Every Story              | 3. Dez. 2014         | 4. Aug. 2015                          | Stephen Cragg     | Ben St. John & Mollie Bickley St. John |
| 53         | 10        | Alles auf Anfang             | First to Have a Second Chance         | 10. Dez. 2014        | 4. Aug. 2015                          | Callie Khouri     | Meredith Lavender & Marcie Ulin        |
| 54         | 11        | Zeit zu leben                | I'm Not That Good at Goodbye          | 4. Feb. 2014         | 11. Aug. 2015                         | Jan Eliasberg     | Debra Fordham                          |
| 55         | 12        | Du nimmst mir alles          | I’ve Got Reasons to Hate You          | 11. Feb. 2014        | 11. Aug. 2015                         | Jean de Segonzac  | Sibyl Gardner                          |
| 56         | 13        | Richtig oder falsch?         | I’m Lost Between Right and Wrong      | 18. Feb. 2014        | 18. Aug. 2015                         | Michael Lohmann   | David Gould                            |
| 57         | 14        | Phönix aus der Asche         | Somebody Pick Up My Pieces            | 25. Feb. 2014        | 25. Aug. 2015                         | Stephen Cragg     | Dana Greenblatt                        |
| 58         | 15        | Debüt                        | That's the Way Love Goes              | 4. März 2014         | —                                     | Callie Khouri     | Callie Khouri                          |
| 59         | 16        | Ich kann nicht ohne dich     | I Can't Keep Away From You            | 1. Apr. 2014         | —                                     | Mike Listo        | Taylor Hamra                           |
| 60         | 17        | Notwehr                      | This Just Ain't a Good Day for Leavin | 8. Apr. 2014         | —                                     | Michael Lohmann   | Paul Keables                           |
| 61         | 18        | Kleine und große Geheimnisse | Nobody Knows But Me                   | 15. Apr. 2014        | —                                     | Callie Khouri     | David Gould & Monica Macer             |
| 62         | 19        | Stürmische Zeiten            | The Storm Has Just Begun              | 22. Apr. 2014        | —                                     | Nelson McCormick  | Dana Greenblatt & Geoffrey Nauffts     |
| 63         | 20        | Geld statt Liebe             | Time Changes Things                   | 29. Apr. 2014        | —                                     | Arlene Sanford    | Debra Fordham                          |
| 64         | 21        | Auch das Gute endet          | Is the Better Part Over               | 6. Mai 2014          | —                                     | Julie Hebert      | Meredith Lavender & Marcie Ulin        |
| 65         | 22        | Liebe kann nicht sterben     | Before You Go Make Sure You Know      | 13. Mai 2014         | —                                     | Callie Khouri     | Dee Johnson & Callie Khouri            |

## Staffel 4
Die Erstausstrahlung der vierten Staffel war vom 23. September 2015 bis zum 25. Mai 2016 auf dem US-amerikanischen Sender ABC zu sehen. Die deutschsprachige Erstausstrahlung sendete der deutsche Pay-TV-Sender FOX vom 26. Juli bis zum 4. Oktober 2016.
| Nr. (ges.) | Nr. (St.) | Deutscher Titel        | Originaltitel                         | Erstausstrahlung USA | Deutschsprachige Erstausstrahlung (D) | Regie            | Drehbuch                               |
| ---------- | --------- | ---------------------- | ------------------------------------- | -------------------- | ------------------------------------- | ---------------- | -------------------------------------- |
| 66         | 1         | Bleibe bei mir         | Can’t Let Go                          | 23. Sep. 2015        | 26. Juli 2016                         | Callie Khouri    | Meredith Lavender & Marcie Ulin        |
| 67         | 2         | Rückschläge            | How Far Down Can I Go                 | 30. Sep. 2015        | 26. Juli 2016                         | Jean de Segonzac | David Gould                            |
| 68         | 3         | Die letzte Reise       | How Can I Help You Say Goodbye        | 7. Okt. 2015         | 2. Aug. 2016                          | Stephen Cragg    | Debra Fordham                          |
| 69         | 4         | Am seidenen Faden      | The Slender Threads That Bind Us Here | 14. Okt. 2015        | 2. Aug. 2016                          | Joanna Kerns     | Monica Macer                           |
| 70         | 5         | Vergeben und Vergessen | Stop the World (And Let Me Off)       | 21. Okt. 2015        | 9. Aug. 2016                          | Jan Eliasberg    | Meredith Lavender & Marcie Ulin        |
| 71         | 6         | Abgründe               | Please Help Me, I’m Fallin            | 28. Okt. 2015        | 9. Aug. 2016                          | Callie Khouri    | Taylor Hamra                           |
| 72         | 7         | Blackout               | Can’t Get Used to Losing You          | 11. Nov. 2015        | 16. Aug. 2016                         | Eric Close       | Dana Greenblatt                        |
| 73         | 8         | Sinn und Sinnlichkeit  | Unguarded Moments                     | 18. Nov. 2015        | 16. Aug. 2016                         | Ron Underwood    | Paul Keables                           |
| 74         | 9         | Einer zuviel           | Three’s a Crowd                       | 2. Dez. 2015         | 23. Aug. 2016                         | Mike Listo       | Geoffrey Nauffts                       |
| 75         | 10        | Der Antrag             | We’ve Got Nothing But Love to Prove   | 9. Dez. 2015         | 23. Aug. 2016                         | Arlene Sanford   | Debra Fordham                          |
| 76         | 11        | Für immer und ewig     | Forever and for Always                | 16. März 2016        | 30. Aug. 2016                         | Stephen Cragg    | Monica Macer & Dana Greenblatt         |
| 77         | 12        | Weg in die Freiheit    | How Does It Feel to be Free           | 23. März 2016        | 30. Aug. 2016                         | Steve Robin      | Ben St. John & Mollie Bickley St. John |
| 78         | 13        | Das Rad der Zeit       | If I Could Do It All Again            | 30. März 2016        | 6. Sep. 2016                          | Callie Khouri    | Sibyl Gardner                          |
| 79         | 14        | Ein großer Schritt     | What I Cannot Change                  | 6. Apr. 2016         | 6. Sep. 2016                          | Lily Mariye      | Taylor Hamra                           |
| 80         | 15        | Kunst und Geschäft     | When There’s a Fire in Your Heart     | 13. Apr. 2016        | 13. Sep. 2016                         | Michael Lohmann  | Meredith Lavender and Marcie Ulin      |
| 81         | 16        | Falsche Hoffnung       | Didn’t Expect It to Go Down This Way  | 20. Apr. 2016        | 13. Sep. 2016                         | Mike Listo       | Paul Keables                           |
| 82         | 17        | Getrennte Wege         | Baby Come Home                        | 27. Apr. 2016        | 20. Sep. 2016                         | Jet Wilkinson    | David Gould                            |
| 83         | 18        | Halbwahrheiten         | The Trouble with the Truth            | 4. Mai 2016          | 20. Sep. 2016                         | Michael Lohmann  | Valerie Chu                            |
| 84         | 19        | Verluste               | After You’ve Gone                     | 11. Mai 2016         | 27. Sep. 2016                         | Bethany Rooney   | Debra Fordham                          |
| 85         | 20        | Alte Wunden            | It’s Sure Gonna Hurt                  | 18. Mai 2016         | 27. Sep. 2016                         | Mike Listo       | Taylor Hamra                           |
| 86         | 21        | Auf ein Neues          | Maybe You’ll Appreciate Me Someday    | 25. Mai 2016         | 4. Okt. 2016                          | Callie Khouri    | Meredith Lavender & Marcie Ulin        |

## Staffel 5
Einen Monat nachdem ABC die Serie im Mai 2016 eingestellt hatte, gab der Kabelsender CMT die Produktion der fünften Staffel bekannt. Sie wurde in den USA vom 15. Dezember 2016 bis 10. August 2017 ausgestrahlt und umfasst 22 Folgen. Die deutsche Erstausstrahlung fand zwischen dem 6. Juni 2017 und 26. September 2017 statt.
| Nr. (ges.) | Nr. (St.) | Deutscher Titel                         | Originaltitel                    | Erstausstrahlung USA | Deutschsprachige Erstausstrahlung (D) | Regie | Drehbuch |
| ---------- | --------- | --------------------------------------- | -------------------------------- | -------------------- | ------------------------------------- | ----- | -------- |
| 87         | 1         | Der fremde Reisende                     | The Wayfaring Stranger           | 15. Dez. 2016        | 6. Juni 2017                          | …     | …        |
| 88         | 2         | Wieder in den Armen der Liebsten        | Back in Baby's Arms              | 5. Jan. 2017         | 6. Juni 2017                          | …     | …        |
| 89         | 3         | Fügen wir es wieder zusammen            | Let's put get back agather thain | 12. Jan. 2017        | 13. Juni 2017                         | …     | …        |
| 90         | 4         | Vertrauensvorschuss                     | Leap of faith                    | 19. Jan. 2017        | 13. Juni 2017                         | …     | …        |
| 91         | 5         | Liebe tut weh                           | Love Hearts                      | 26. Jan. 2017        | 20. Juni 2017                         | …     | …        |
| 92         | 6         | Etwas stärker                           | A little bit stronger            | 2. Feb. 2017         | 20. Juni 2017                         | …     | …        |
| 93         | 7         | Hurrikan                                | Hurricane                        | 9. Feb. 2017         | 27. Juni 2017                         | …     | …        |
| 94         | 8         | Steh mir bei                            | Stand beside me                  | 16. Feb. 2017        | 27. Juni 2017                         | …     | …        |
| 95         | 9         | Wenn es kein Morgen gibt                | If Tomorrow never cames          | 23. Feb. 2017        | 4. Juli 2017                          | …     | …        |
| 96         | 10        | Ich fliege davon                        | I'il flay away                   | 2. März 2017         | 4. Juli 2017                          | …     | …        |
| 97         | 11        | Feuer und Regen                         | Fire and Rain                    | 9. März 2017         | 11. Juli 2017                         | …     | …        |
| 98         | 12        | Zurück im Sattel                        | Back in the sattel again         | 1. Juni 2017         | 11. Juli 2017                         | …     | …        |
| 99         | 13        | Bis Ich Es Alleine Schaffe              | Till I can Make it on my own.    | 8. Juni 2017         | 18. Juli 2017                         | …     | …        |
| 100        | 14        | Ein Narr wie ich                        |                                  | 15. Juni 2017        | 1. Aug. 2017                          | …     | …        |
| 101        | 15        | Frische Luft würde dir guttun           | …                                | 22. Juni 2017        | 8. Aug. 2017                          | …     | …        |
| 102        | 16        | Nett kommt später                       | …                                | 29. Juni 2017        | 15. Aug. 2017                         | …     | …        |
| 103        | 17        | Ein Gespenst im Haus                    | …                                | 6. Juli 2017         | 22. Aug. 2017                         | …     | …        |
| 104        | 18        | Die Nacht davor (das Leben geht weiter) | The night before                 | 13. Juli 2017        | 29. Aug. 2017                         | …     | …        |
| 105        | 19        | Du darfst mich nicht verlieren          | You can't lose me                | 20. Juli 2017        | 5. Sep. 2017                          | …     | …        |
| 106        | 20        | Radarfallenstadt                        | Speed trap town                  | 27. Juli 2017        | 12. Sep. 2017                         | …     | …        |
| 107        | 21        | Immer weiter                            | Farther on                       | 3. Aug. 2017         | 19. Sep. 2017                         | …     | …        |
| 108        | 22        | Gründe zur Aufgabe                      | Reasons to Quit                  | 10. Aug. 2017        | 26. Sep. 2017                         | …     | …        |

## Staffel 6
Vom 4. Januar 2018 bis zum 26. Juli 2018 erfolgte in den Vereinigten Staaten die Erstausstrahlung der sechsten Staffel in 14 Folgen. In Deutschland wurde die Staffel Vom 31. Juli 2018 bis 18. September 2018 ausgestrahlt.
| Nr. (ges.) | Nr. (St.) | Deutscher Titel                | Originaltitel | Erstausstrahlung USA | Deutschsprachige Erstausstrahlung (D) | Regie | Drehbuch |
| ---------- | --------- | ------------------------------ | ------------- | -------------------- | ------------------------------------- | ----- | -------- |
| 109        | 1         | Neue Wege                      | New Strings   | 4. Jan. 2018         | 31. Juli 2018                         | …     | …        |
| 110        | 2         | Zweite Chancen                 | …             | …                    | 11. Jan. 2018                         | …     | …        |
| 111        | 3         | Aufstieg und Fall              | …             | …                    | 18. Jan. 2018                         | …     | …        |
| 112        | 4         | Das ist meine Geschichte       | …             | …                    | 25. Jan. 2018                         | …     | …        |
| 113        | 5         | Wohin die Nacht entschwindet   | …             | …                    | 1. Feb. 2018                          | …     | …        |
| 114        | 6         | Stille Wasser sind tief        | …             | …                    | 8. Feb. 2018                          | …     | …        |
| 115        | 7         | Ich kann mich nur wundern      | …             | …                    | 15. Feb. 2018                         | …     | …        |
| 116        | 8         | Manchmal kann man nur gewinnen | …             | …                    | 22. Feb. 2018                         | …     | …        |
| 117        | 9         | Gib dich nicht auf             | …             | …                    | 7. Juni 2018                          | …     | …        |
| 118        | 10        | Zwei Spatzen in einem Orkan    | …             | …                    | 14. Juni 2018                         | …     | …        |
| 119        | 11        | Kein Ort so weit               | …             | …                    | 21. Juni 2018                         | …     | …        |
| 120        | 12        | Das Haus, das mich baute       | …             | …                    | 28. Juni 2018                         | …     | …        |
| 121        | 13        | Stark genug zum Verbiegen      | …             | …                    | 5. Juli 2018                          | …     | …        |
| 122        | 14        | Um des Songs willen            | …             | …                    | 12. Juli 2018                         | …     | …        |